# Kaarlo Koskelo
Kaarlo Anton (Kalle) Koskelo (vid födseln Karl Anton Tanelinpoika Ääpälä), född 12 april 1888 i Kotka, död 21 december 1953 i Astoria, Oregon, var en finländsk brottare.
Koskelo blev olympisk mästare i grekisk-romersk stil under OS 1912 i Stockholm. Som aktiv representerade han idrottsföreningen Kotkan Riento.
Under finska inbördeskriget kämpade Koskelo på den röda sidan som befälhavare för fronten i Savitaipale. Efter kriget flydde han via Ryssland till USA. 